# Abbazia di Santa Maria di Roccamadore
L'abbazia di Santa Maria di Roccamadore era un'abbazia cistercense situata nel rione Tremestieri, a Messina in Sicilia.

## Storia
L'abbazia di Santa Maria di Roccamadore fu fondata nel 1193 per volontà del normanno Bartolomeo de Luci, conte di Paternò e di Butera a Messina in località Tremestieri .
Il conte volle intitolare il complesso a Santa Maria di Roccamadore in onore della chiesa francese di Roc-Amadour en Quercy, oggi nel dipartimento del Lot (regione del Midi-Pirenei), meta in epoca altomedievale di numerosi pellegrinaggi.
L'abbazia venne affidata ai monaci cistercensi di Novara di Sicilia dell'abbazia di Santa Maria, di cui l'abbazia di Roccamadore era figlia nella linea dell'abbazia di Clairvaux. Lo stesso Bartolomeo de Luci, anche signore di Monforte San Giorgio, donò al monastero diversi beni tra cui un mulino lungo il torrente Niceto, nel territorio del castello di Monforte.
Nel 1861 l'abbazia passò alla congregazione di San Bernardo. Soppressa per decreto nel XIX secolo, l'abbazia Roccamadore doveva essere ormai completamente abbandonata quando venne distrutta dal terremoto del 1908 che colpì la Sicilia orientale.
Dell'antico monastero, situato in contrada chiamata appunto Roccamadore facente parte del rione di Tremestieri a Messina, rimangono solo alcuni resti.